# Erwin Metman
Erwin Metman (9 mei 1966) is een Nederlands voormalig voetballer die als middenvelder speelde.
Metman werd gedurende het seizoen 1986/87 als eerste elftalspeler van de Haagse amateurclub HS Texas DHB gescout door KV Mechelen. Hij behoorde tot het eerste team dat in 1987 de beker van België en in het seizoen 1987/88 de Europacup II won. Metman kwam niet echter niet veel aan spelen toe. In 1988 ging Metman naar KHT Diest en vervolgens speelde hij voor amateurclub VUC in Den Haag. In het seizoen 1992/93 speelde hij voor ADO Den Haag en daarna ging hij naar Quick Den Haag.